# Ivan Ivanov (matemático)
Ivan Ivanovich Ivanov (em russo:  Иван Иванович Иванов; São Petersburgo, 11 de agosto de 1862 – 17 de dezembro de 1939) foi um matemático russo-soviético, que trabalhou da área da teoria dos números. Juntamente com Georgy Voronoy continuou o trabalho de Pafnuti Tchebychev sobre o assunto.

## Vida e obra
Ivanov nasceu em São Petersburgo, Império Russo. Completou os estudos em matemática na Universidade Estatal de São Petersburgo.
Em 1924 Ivanov foi eleito membro correspondente da Academia de Ciências da Rússia.